# Sistema de niveles
El Sistema de niveles, también denominado Armonía de niveles, es un sistema compositivo ideado por Ramón Barce. Consiste en el empleo de un centro, una nota, que sirve de referencia. Se mantiene así, en cierto sentido, el aspecto de centralidad que tenía el sistema tonal clásico-romántico. No obstante, la idea esencial de Barce es la de crear un sistema armónico que impida la orientación tonal del discurso sonoro.  Así, en la Armonía de niveles se omiten las dos notas que representan a la subdominante y a la dominante. Se elimina así la función estructural de la tónica pero manteniendo un punto de referencia como centro. Un aspecto importante del sistema es que permite conservar el principio de modulación.
Esta teoría fue expuesta por primera vez en 1966 en el artículo “Nuevo sistema atonal”, Atlántida, IV, núm. 21, mayo-junio, pp. 329-343. Fue publicada nuevamente en 1985 en el libro Fronteras de la Música, Madrid, Real Musical.
Con este sistema, Ramón Barce creó la mayor parte de su amplio catálogo musical y ha sido muy influyente en la música contemporánea española.

## Historia
Para muchos, este sistema que primero se dio en llamar Sistema de niveles de altura, es uno de los pocos a los que se puede llamar como tal en la historia reciente, pues tiene suficiente entidad, polivalencia, coherencia interna, expresividad y autosuficiencia como para ser considerado como una alternativa a los sistemas prevenientes del Sistema Dodecafónico de Arnold Schönberg, como el Serialismo Integral. La primera publicación del Sistema de niveles se produjo en la revista "La Atlántida", editada en su sección musical por Fernando Ruiz Coca en el número de mayo-junio de 1966. Poco después, ya en Sonda, cuando la revisión del Sistema tuvo mayor calado en el mundo musical. Se publicó bajo el título " Nuevo sistema atonal". en Sonda, 4, pp-17-31, en octubre de 1968. Esta se puede considerar como definitiva. El desarrollo del Sistema de niveles fue paralelo al propio proceso creativo de Ramón Barce, pasando por fases de mayor o menor flexibilidad en sus reglas, pero siempre fiel a la idea originaria.

## Desarrollo teórico
El Sistema de niveles propugnaba el mantenimiento de las relaciones jerárquicas, consecuente a las leyes de la tonalidad, pero en su aspecto más sencillo. Una nota fundamental siempre provoca en la audición una atracción hacia unas sensibles que en el caso del Sistema de niveles se duplicarían tanto por encima como por debajo de la nota básica o nivel. Esta circunstancia provoca que la música compuesta se tienda a la horizontalidad melódica y contrapuntística, en detrimento del concepto de acorde y el síndrome vertical de la música tonal. La razón musical del sistema no es otra que lograr las mayores dosis de expresividad con el menor número de medios, buscando siempre la comunicabilidad musical y la profundidad de contenidos. Esa naturalidad en el descubrimiento del sistema se explica como consecuencia de una necesidad de control sobre los materiales sonoros ante la inabarcable libertad que ofrecía el atonalismo libre. 
Existen cuatro modos dentro de cada escala o nivel. En toda escala se eliminan las dos notas que constituían la base de atracción del sistema tonal, el cuarto y el quinto grado, llamados también Subdominante y Dominante. De esta manera la escala inicial quedaría sin esas dos notas en el llamado modo I y cuenta por tanto con 10 notas. La nota primera, por ejemplo DO, sería la nota nivel, sobre la que se plantearía toda la escala. Dicha nota contaría con dos notas sensibles, es decir, con dos notas que, una por encima y otra por debajo, estarían a la menor distancia posible en la escala temperada, un semitono. Fruto del manejo de esas sensibles, dentro de cada escala y nota nivel fueron apareciendo cuatro modos. 
El inicial o modo I sería el que contendría más potencial en cuanto a colores sonoros, pues trabajaría con 10 notas en procesos de movimiento libre, perdiéndose sólo las notas situadas a una 4ª y una 5ª justas. Por su parte, del segundo o modo II se eliminaría también la sensible superior, alejándose de la cadencia modal. El tercero, modo III, daría el protagonismo perdido a la sensible superior, eliminando la inferior y la idea habitual de la sensible tonal. Finalmente, para completar las posibilidades, el cuarto modo se desenvolvería sin sensibles, siendo el más cercano al atonalismo libre, puesto que las referencias de atracción natural hacia la nota nivel deben superar intervalos bastante más lejanos que en los niveles anteriores, lo que rompe parte de las funciones que se le suponen a la nota nivel.